# Gare de Fairoul
La gare de Fairoul est une gare ferroviaire belge, de la ligne 135 de Walcourt à Florennes, située rue de la gare, dans le hameau de Fairoul, près de Fraire, sur le territoire de la commune de Walcourt dans la province de Namur.
C'était une halte voyageurs, mise en service à une date inconnue, fermée en 1954 lors de l'arrêt des circulations sur la section de Rossignol à Morialmé.

## Situation ferroviaire
Établie à 225 mètres d'altitude, la gare de Fairoul est située au point kilométrique (PK) 5,60 de la ligne 135 de Walcourt à Florennes, sur une section fermée et déposée, entre les gares de Rossignol et de Fraire.

## Histoire
L'étude faite par les ingénieurs de l'État, pour la préparation de la convention de concession du chemin de fer de l'Entre-Sambre-et-Meuse, prévoit une station à Fairoul, sur la commune de Fraire, du fait de la présence d'usines. Néanmoins cette option n'est pas réalisée puisque c'est à Fraire qu'est installée une halte à l'ouverture de la ligne. En 1864 il n'y a pas encore d'arrêt à Fairoul, le plus proche étant toujours Fraire.
La halte de Fairoul est fermée le 17 octobre 1954, lors de l'arrêt des circulations sur ce tronçon de ligne. La section de Rossignol à Fraire-Humide est déposée en 1959.

## Patrimoine ferroviaire
Le bâtiment voyageurs a été réaffecté en habitation.